# Xã Velvet Ridge, Quận White, Arkansas
Xã Velvet Ridge (tiếng Anh: Velvet Ridge Township) là một xã thuộc quận White, tiểu bang Arkansas, Hoa Kỳ. Năm 2010, dân số của xã này là 922 người.